# Ghioroc, Arad
Ghioroc este satul de reședință al comunei cu același nume din județul Arad, Crișana, România. Este numit de arădeni „Litoralul de acasă”.
Lacul Ghioroc cu o suprafață de peste 10 ha și cu o plajă amenajată, este unul din centrele de atracție turistică locală. Pescuitul și scăldatul în acest lac, de proveniență freatică sunt deliciul verilor la Arad.

## Geografie
Localitatea Ghioroc este așezată pe Canalul Matca, la poalele Munților Zărand, la  22 de km față de municipiul Arad.

## Istorie
Satul Ghioroc este atestat documentar pentru prima dată în anul 1135.

## Atracții turistice
- Biserica Romano-Catolică (1779-1781)
- Biserica Ortodoxă Sfântul Mucenic Dimitrie (1793)
- Monumentul închinat eroilor căzuți în luptele din 1944
- Muzeul Viei și Vinului
- Muzeul Agricol
- Lacul Ghioroc
- Drumul Vinului (Păuliș - Ghioroc - Covăsânț - Șiria și Ghioroc - Arad) (finalizat în anul 2015)

## Galerie de imagini

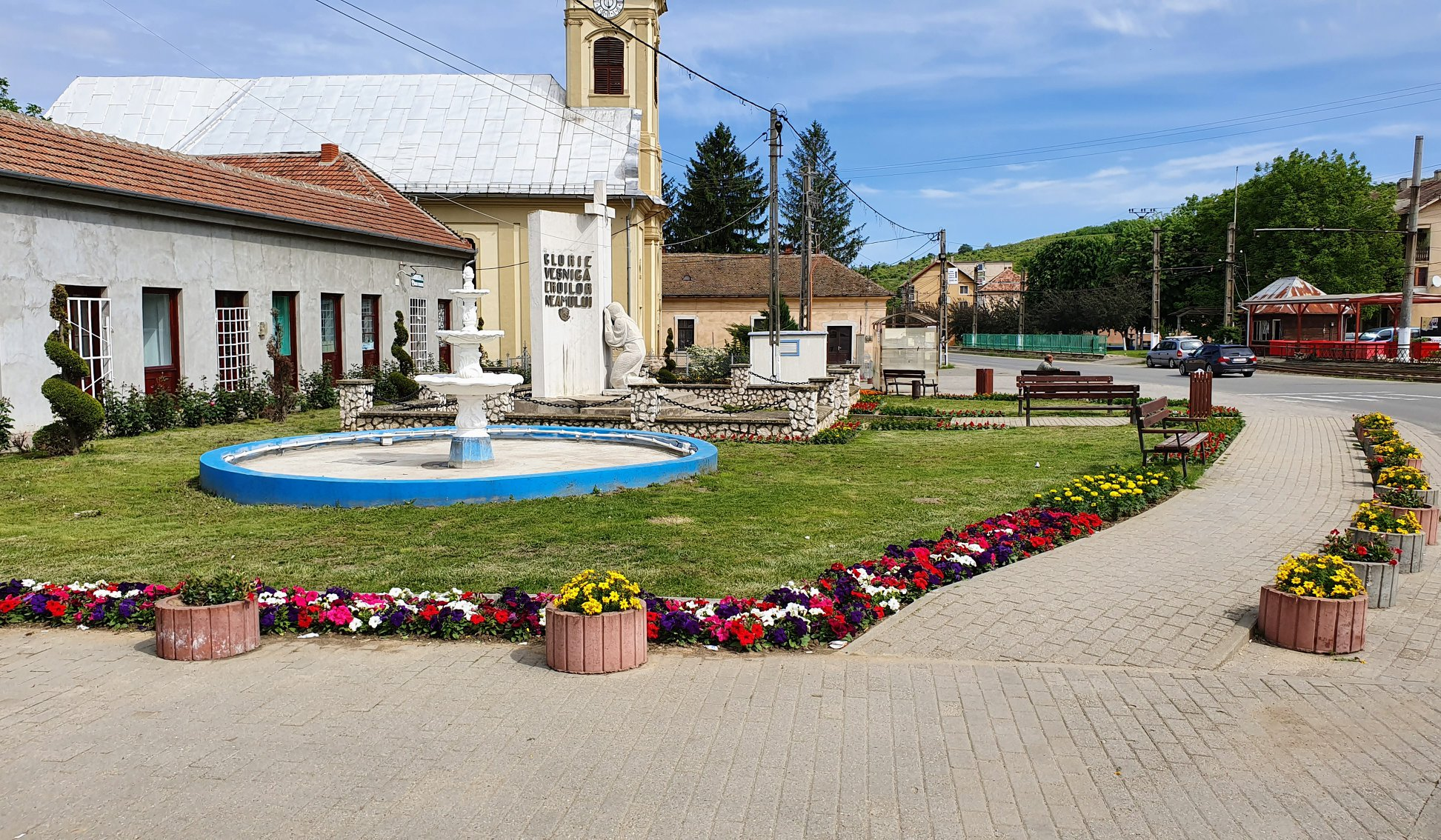
Centrul comunei Ghioroc
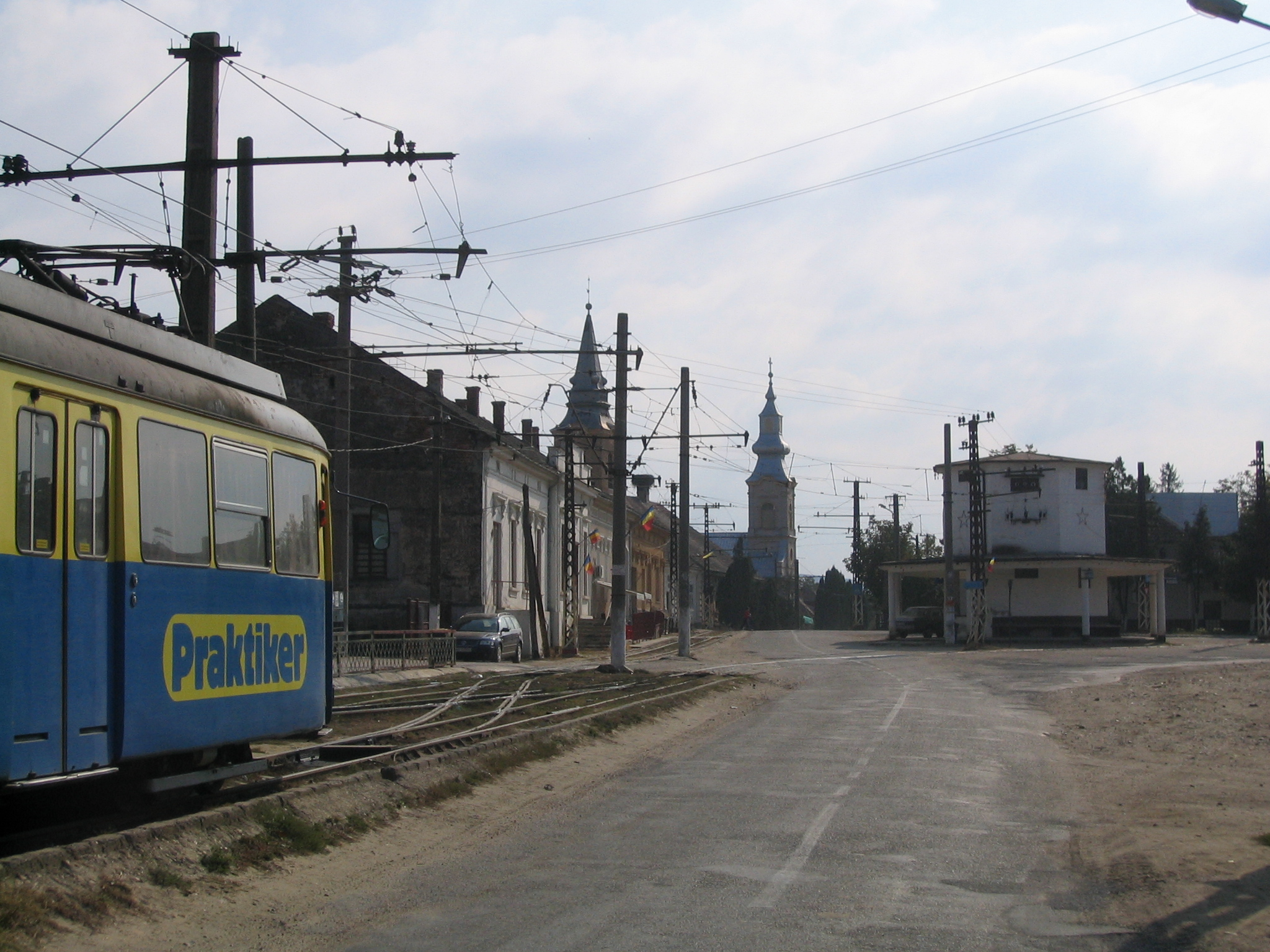
Capătul liniei de tramvai Arad-Ghioroc. Pe fundal se văd bisericile din sat
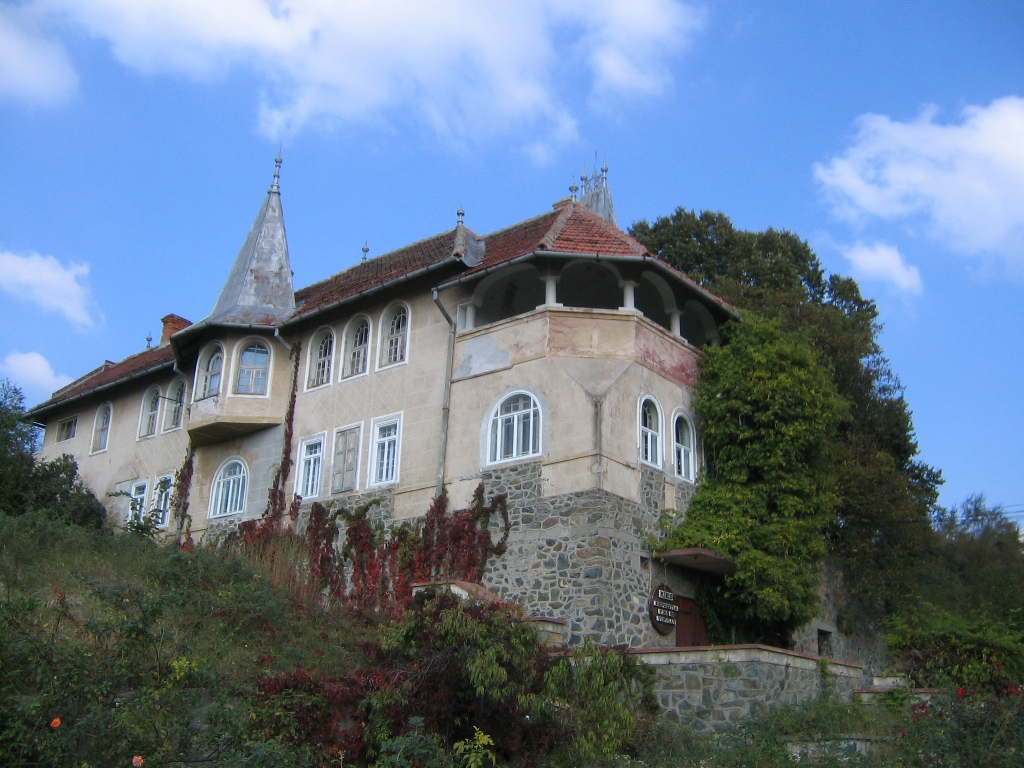
Muzeul Viei și Vinului, amplasat într-un vechi castel